# النقيل (كحلان عفار)

تعديل مصدري - تعديل

النقيل هي إحدى قرى عزلة بنى الطربى بمديرية كحلان عفار التابعة لمحافظة حجة، بلغ تعداد سكانها 98 نسمة حسب تعداد اليمن لعام 2004.